# César Gaviria
César Augusto Gaviria Trujillo (Pereira, 31 de março de 1947) é um político colombiano. Foi presidente de seu país de 1990 a 1994 e secretário-geral da Organização dos Estados Americanos de 1994 a 2004.
É conhecido por ser o presidente que conseguiu acabar com Pablo Escobar e sua organização criminosa, em 1993.
Apesar do crescimento económico estável, do investimento estrangeiro e da capacidade do Estado colombiano para pagar regularmente os juros da sua dívida, 45% dos colombianos vivem abaixo do limiar de pobreza (em especial nas zonas rurais). Criados por traficantes de droga e apoiados pelo exército (o Presidente Gaviria diz que os vê como uma "solução possível"), os grupos paramilitares, por vezes designados por "autodefesa" por alguns meios de comunicação social, são responsáveis pela luta contra a guerrilha. Nas cidades, estes grupos realizam missões de limpeza social contra o "improdutivo" e o "desperdício".  Sem-abrigo, marginalizados, crianças de rua e homossexuais são assassinados por esses grupos. A corrupção está em ascensão: muitos juízes, vários senadores, padres, e mesmo o chefe da polícia nacional foram convencidos das ligações com os traficantes.